# Хавирна (комуна)
Хавирна (рум. Havârna) — комуна у повіті Ботошані в Румунії. До складу комуни входять такі села (дані про населення за 2002 рік):
- Балінць (452 особи)
- Галбень (124 особи)
- Гирбень (445 осіб)
- Нікулча (41 особа)
- Тетерешень (938 осіб)
- Хавирна (3100 осіб) — адміністративний центр комуни

Комуна розташована на відстані 406 км на північ від Бухареста, 36 км на північ від Ботошань, 124 км на північний захід від Ясс.

## Населення
За даними перепису населення 2002 року у комуні проживали 5100 осіб, усі — румуни. Усі жителі комуни рідною мовою назвали румунську.
Склад населення комуни за віросповіданням:
| Релігія       | Кількість осіб | Відсоток |
| ------------- | -------------- | -------- |
| православні   | 4644           | 91,1%    |
| баптисти      | 216            | 4,2%     |
| адвентисти    | 85             | 1,7%     |
| бретрени      | 49             | 1,0%     |
| реформати     | 4              | 0,1%     |
| п'ятдесятники | 4              | 0,1%     |
| не релігійні  | 4              | 0,1%     |
| римо-католики | 1              | < 0,1%   |
| лютерани      | 1              | < 0,1%   |